# Falla de Garlock
La Falla de Garlock (en inglés: Garlock Fault) es una falla de desgarre lateral izquierdo que desarrolla aproximadamente en sentido noreste-suroeste a lo largo de las márgenes del norte del desierto de Mojave en la parte meridional de California al oeste de los Estados Unidos. Pasa durante gran parte de su longitud a lo largo de la base sur de las Montañas Tehachapi.
La falla Garlock marca el límite norte de la zona conocida como el Bloque de Mojave, así como los extremos sur de la Sierra Nevada y los valles del área conocida como Basin and Range Province. Se extiende por 250 kilómetros (160 millas), y  es la segunda falla más larga en California y es uno de los rasgos geológicos más prominentes en la parte sur del estado.
La Falla de Garlock parte desde un cruce con la falla de San Andrés en el Valle del Antílope, hacia el este hasta un cruce con el Zona de la Falla del Valle de la Muerte en el este del desierto de Mojave.